# Нортвуд (станция метро)
«Нортвуд» (англ. Northwood) — станция лондонского метро. Станция относится к 6 тарифной зоне и обслуживается поездами линии Метрополитен.
Станцию перестраивали в конце 1950-х — начале 1960-х.

## Галерея

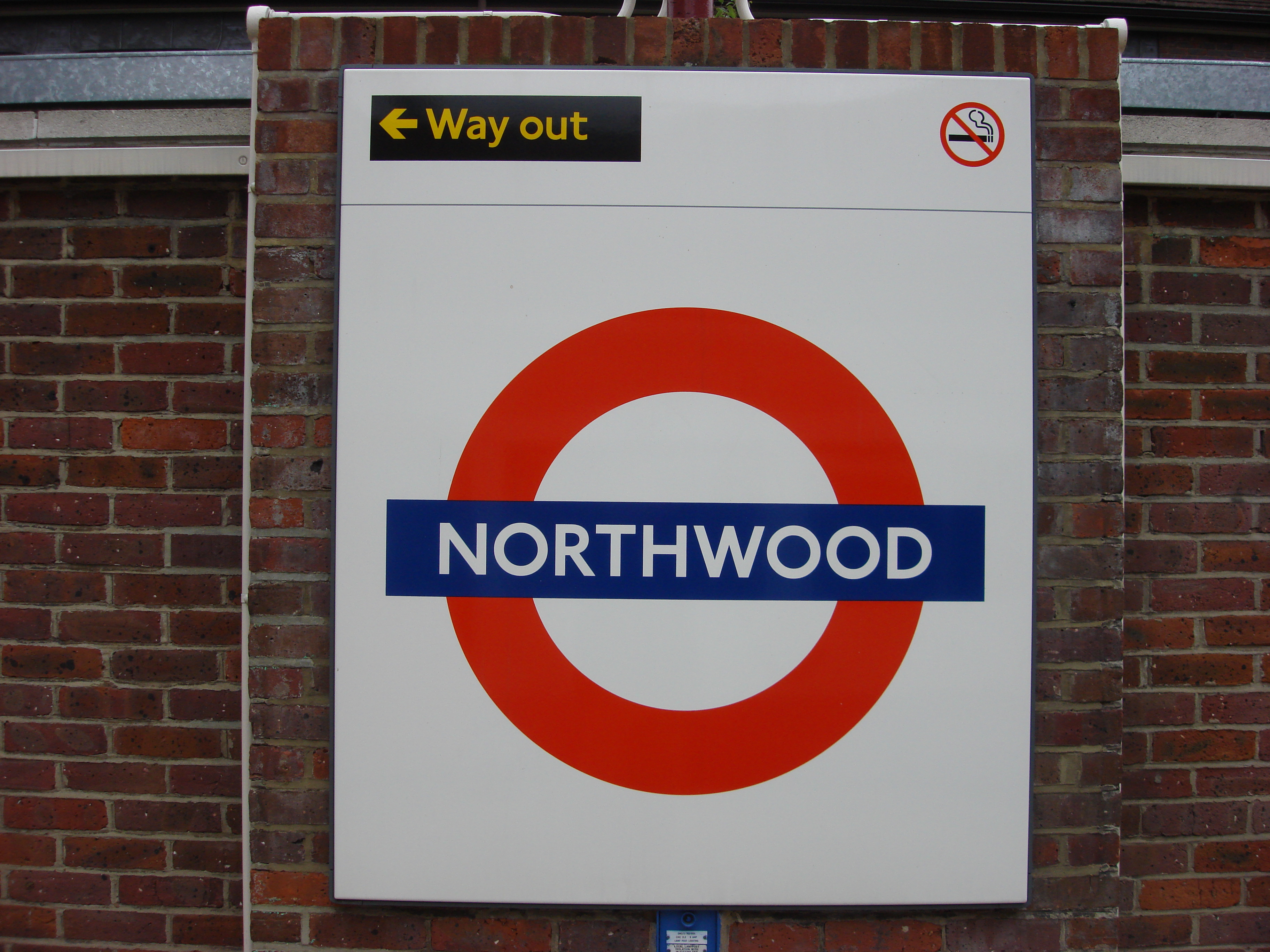
Рондель станции
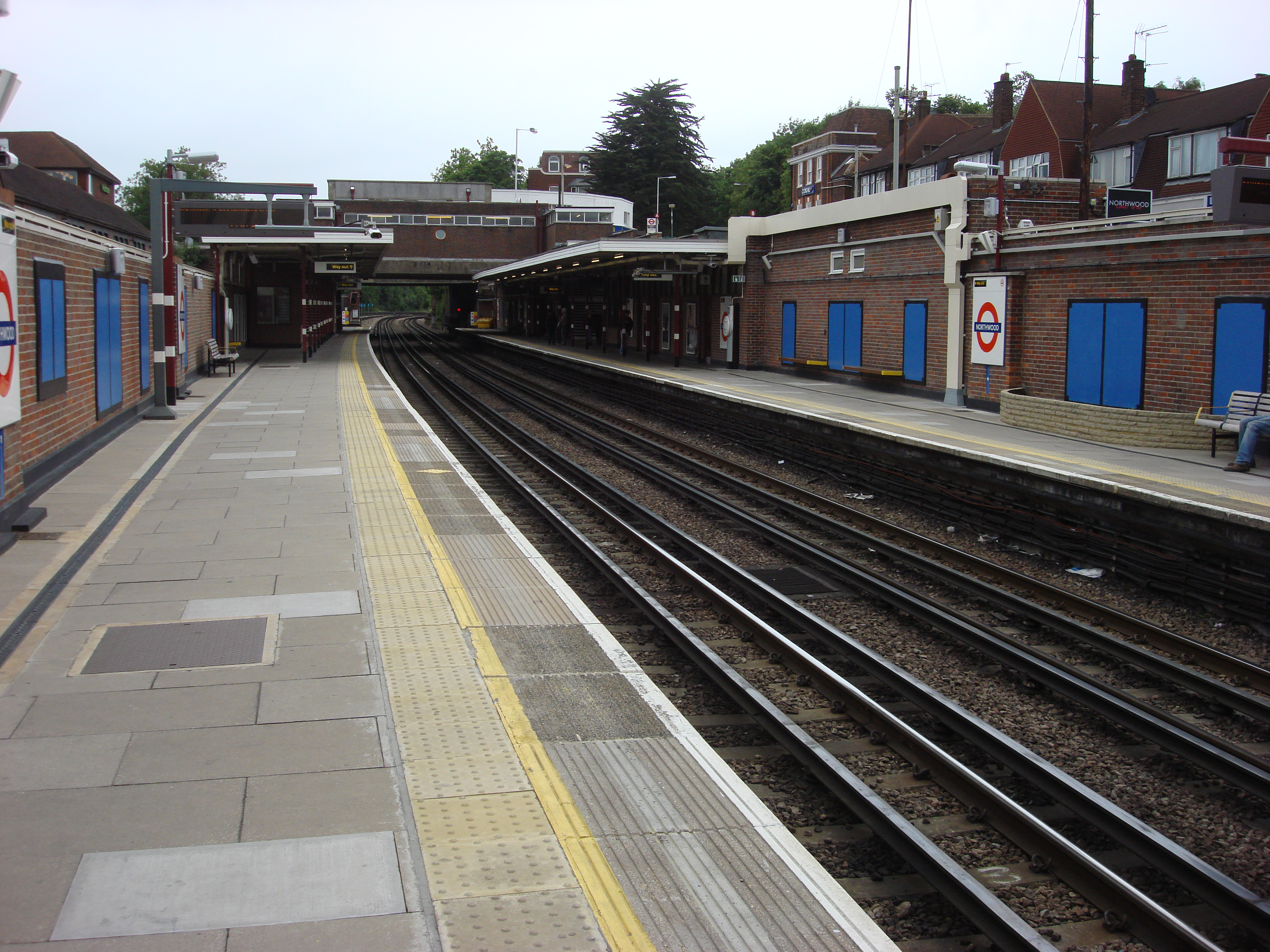
Платформа
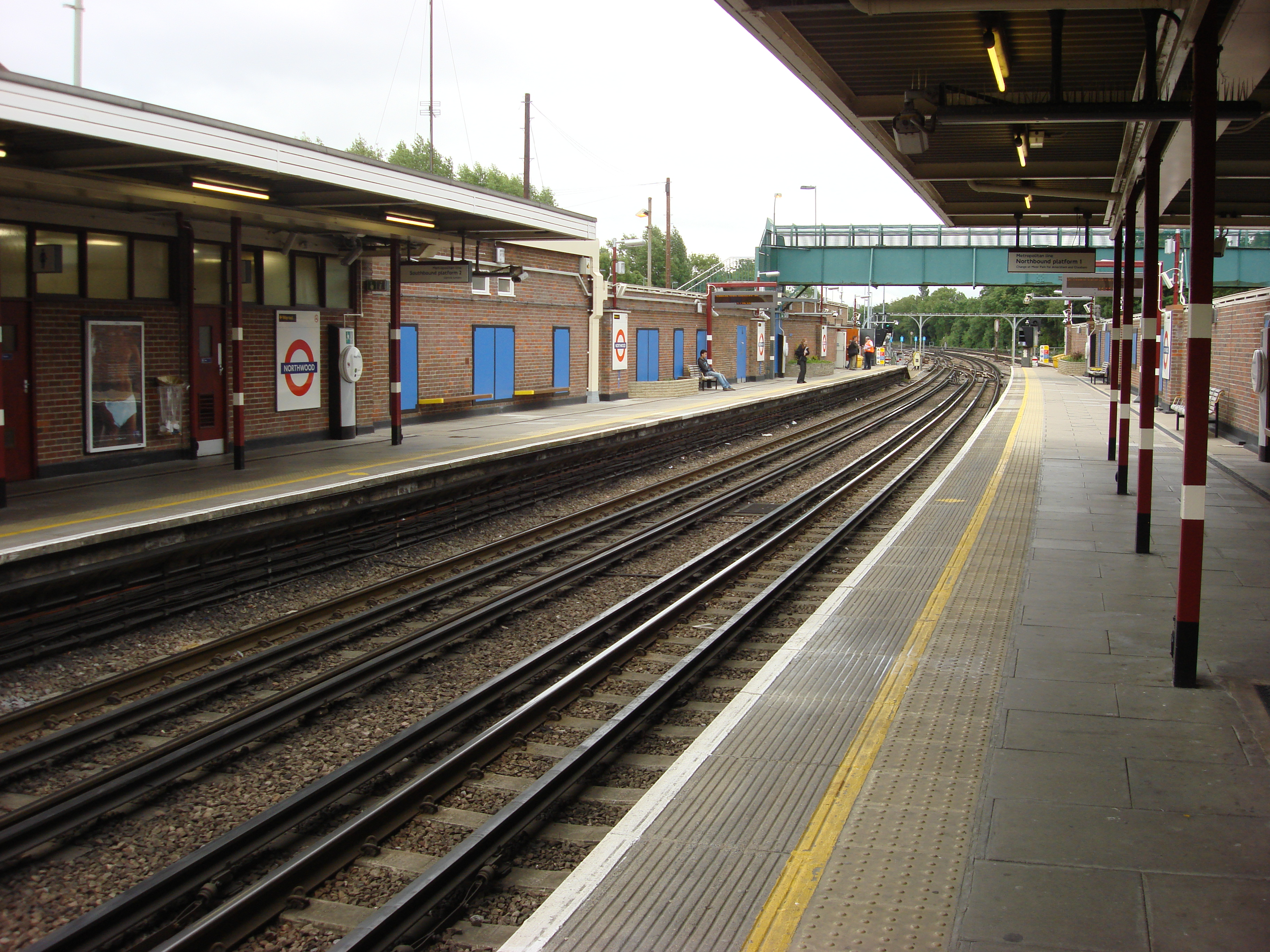
Платформа